# مهندسی تولیدات زیستی
مهندسی تولیدات زیستی یا مهندسی مواد زیستی (به انگلیسی Bioproducts engineering) به مهندسی مواد زیستی از منابع زیستی تجدیدپذیر اشاره دارد که این مربوط به طراحی و توسعه فرایندها و فناوری‌های تولید پایدار مواد زیستی (مواد، مواد شیمیایی و انرژی) از منابع زیستی تجدیدپذیر است.
مهندسان مواد زیستی، واحدهای سازندهٔ مولکولی منابع تجدیدپذیر را به منظور طراحی، توسعه و تولید محصولات صنعتی و مصرفی سازگار با محیط زیست به کار می‌گیرند. سوخت‌های زیستی، انرژی‌های تجدیدپذیر، پلاستیک‌های زیستی، محصولات کاغذی و مصالح ساختمانی «سبز» مانند کمپوست‌های زیستی، همگی راه‌هایی برای مقابله با تقاضای رو به رشد مواد و انرژی در جهان هستند. مواد زیستی متعارف و مواد زیستی در حال ظهور، دو دسته گسترده مورد استفاده برای دسته‌بندی مواد زیستی هستند. نمونه‌هایی از محصولات زیستی متعارف شامل مصالح ساختمانی، کاغذ و خمیر، و کاغذ و چوب است. نمونه‌هایی از محصولات زیستی در حال ظهور شامل سوخت‌های زیستی، انرژی زیستی، اتانول مبتنی بر نشاسته و سلولز، چسب‌های زیستی، مواد شیمیایی زیستی، پلاستیک زیست تخریب پذیر و غیره است.
مهندسین این زمینه، نقش عمده ای در طراحی و توسعه محصولات «سبز» از جمله سوخت‌های زیستی، انرژی زیستی، پلاستیک زیست تخریب پذیر، کمپوست‌های زیستی، مصالح ساختمانی، کاغذ و مواد شیمیایی بازی می‌کنند. چشم‌انداز شغلی مهندسان مواد زیستی بسیار روشن است چرا که فرصت‌های شغلی در طیف گسترده‌ای از صنایع، از جمله کاغذ و خمیر کاغذ، انرژی‌های جایگزین، پلاستیک تجدیدپذیر و الیاف دیگر، محصولات جنگلی، مصالح ساختمانی و صنایع وابسته به مواد شیمیایی وجود دارد.
مهندسی مواد زیستی به طور متداول به عنوان مهندسی فرایندهای زیستی شناخته می‌شود که به صورت تخصصی شامل بیوتکنولوژی، مهندسی زیستی، مهندسی شیمی یا مهندسی کشاورزی است. این رشته با طراحی و توسعه تجهیزات و فرایندهای تولید محصولات از جمله مواد غذایی، خوراک، دارو، مواد افزودنی زیست فعال، مواد شیمیایی، و پلیمر و کاغذ از مواد بیولوژیکی سروکار دارد. مهندسی فرایندهای زیستی ترکیبی از ریاضیات، زیست‌شناسی و طراحی صنعتی است و متشکل از طیف‌های مختلفی است. همچنین با مطالعه فرایندهای بیوتکنولوژی مختلف مورد استفاده در صنایع به تولید انبوه محصولات زیستی و بهینه‌سازی عملکرد و کیفیت محصول نهایی می‌پردازد. مهندسی تولیدات زیستی ممکن است مهندسین مکانیک، برق و صنایع را نیز برای به کار بردن اصول این رشته‌ها در فرایندهای مبتنی بر استفاده از سلول‌های زنده یا اجزا آن‌ها درگیر کند.